# Aukkuljärvi
Aukkuljärvi är en sjö i Finland. Den ligger i kommunen Enare i landskapet Lappland, i den norra delen av landet, 1 000 km norr om huvudstaden Helsingfors. Aukkuljärvi ligger 126,1 meter över havet. Arean är 1,31 kvadratkilometer och strandlinjen är 11,97 kilometer lång. Sjön  ingår i Pasvik älvs huvudavrinningsområde. 